# Vistas del jardín de la Villa Médici en Roma
Vistas del jardín de la Villa Médici en Roma es la denominación de dos cuadros de Velázquez, óleos sobre lienzo de pequeño formato (aproximadamente 50x40 cm), pintados durante la estancia del pintor en Roma hacia 1630.
Representan dos vistas de los jardines de la Villa Médici, en ambos casos con árboles, una arquitectura con la forma serliana y tres figuras humanas, con un reducido celaje. También aparece la decoración escultórica; en uno de los casos es reconocible una copia romana del siglo II d. C. de una escultura helenística: Ariadna dormida o El lamento de Ariadna, identificada erróneamente en la época como una Cleopatra yacente.
Están considerados entre los más importantes precedentes del género de la pintura de paisajes, por su consciente ausencia de tema y por estar posiblemente realizados del natural (plen air), buscando los efectos de la luz y de la atmósfera a dos horas distintas del día. Se conservan en el Museo del Prado.
|  |  |